# Saison 2017-2018 de l'Olympique lyonnais
Maillots
Chronologie
Saison précédente Saison suivante
La saison 2017-2018 de l'Olympique lyonnais est la soixante-huitième de l'histoire du club. Le club sort d'une saison où il a obtenu une quatrième place en championnat directement qualificative pour la Ligue Europa, du fait de la victoire du PSG en coupe de France.

## Transferts

### Transferts estivaux
| Nom                                 | Nationalité            | Poste     | Transfert                                       | Provenance/Destination   | Division       |
| ----------------------------------- | ---------------------- | --------- | ----------------------------------------------- | ------------------------ | -------------- |
| Arrivées - 60,5 M€ (Bonus : 5,5 M€) |                        |           |                                                 |                          |                |
| Pape Cheikh Diop                    | Espagne                | Milieu    | Transfert (10+4 millions d'euros)               | Celta Vigo               | Liga           |
| Bertrand Traoré                     | Burkina Faso           | Attaquant | Transfert (10 millions d'euros)                 | Chelsea FC               | Premier League |
| Mariano Díaz                        | République dominicaine | Attaquant | Transfert (8 millions d'euros)                  | Real Madrid              | Liga           |
| Marcelo                             | Brésil                 | Défenseur | Transfert (7+0,5 millions d'euros)              | Beşiktaş JK              | Süper Lig      |
| Ferland Mendy                       | France                 | Défenseur | Transfert (5+1 millions d'euros)                | Le Havre AC              | Ligue 2        |
| Fernando Marçal                     | Brésil                 | Défenseur | Transfert (4,5 millions d'euros)                | SL Benfica               | Primeira Liga  |
| Kenny Tete                          | Pays-Bas               | Défenseur | Transfert (4 millions d'euros)                  | Ajax Amsterdam           | Eredivisie     |
| Tanguy Ndombele                     | France                 | Milieu    | Prêt avec option d'achat (2+8 millions d'euros) | Amiens SC                | Ligue 1        |
| Romain Del Castillo                 | France                 | Milieu    | Retour de prêt                                  | FP01 Bourg-en-Bresse     | Ligue 2        |
| Clément Grenier                     | France                 | Milieu    | Retour de prêt                                  | AS Rome                  | Serie A        |
| Aldo Kalulu                         | France                 | Attaquant | Retour de prêt                                  | Stade rennais FC         | Ligue 1        |
| Olivier Kemen                       | France                 | Milieu    | Retour de prêt                                  | GFC Ajaccio              | Ligue 2        |
| Fahd Moufi                          | Maroc                  | Défenseur | Retour de prêt                                  | CS Sedan Ardennes        | National 2     |
| Louis Nganioni                      | France                 | Défenseur | Retour de prêt                                  | Stade brestois 29        | Ligue 2        |
| Yassin Fekir                        | France                 | Attaquant | Premier contrat professionnel                   | Olympique lyonnais B     | National 2     |
| Ousseynou Ndiaye                    | Sénégal                | Milieu    | Premier contrat professionnel                   | AS Dakar Sacré-Cœur      | Ligue 1        |
| Départs - 118,75 M€ (Bonus : 13 M€) |                        |           |                                                 |                          |                |
| Alexandre Lacazette                 | France                 | Attaquant | Transfert (53+7 millions d'euros)               | Arsenal FC               | Premier League |
| Corentin Tolisso                    | France                 | Milieu    | Transfert (41,5+6 millions d'euros)             | Bayern Munich            | Bundesliga     |
| Emanuel Mammana                     | Argentine              | Défenseur | Transfert (16 millions d'euros)                 | Zénith Saint-Pétersbourg | Première Ligue |
| Maxime Gonalons                     | France                 | Milieu    | Transfert (5 millions d'euros)                  | AS Rome                  | Serie A        |
| Maciej Rybus                        | Pologne                | Défenseur | Transfert (1,75 million d'euros)                | Lokomotiv Moscou         | Première Ligue |
| Mathieu Valbuena                    | France                 | Milieu    | Transfert (1,5 million d'euros)                 | Fenerbahçe SK            | Süper Lig      |
| Fahd Moufi                          | Maroc                  | Défenseur | Transfert (gratuit)                             | CD Tondela               | Primeira Liga  |
| Sergi Darder                        | Espagne                | Milieu    | Prêt avec option d'achat                        | Espanyol Barcelone       | Liga           |
| Nicolas Nkoulou                     | Cameroun               | Défenseur | Prêt avec option d'achat                        | Torino FC                | Serie A        |
| Maxime D'Arpino                     | France                 | Milieu    | Prêt                                            | US Orléans               | Ligue 2        |
| Romain Del Castillo                 | France                 | Attaquant | Prêt                                            | Nîmes Olympique          | Ligue 2        |
| Aldo Kalulu                         | France                 | Attaquant | Prêt                                            | FC Sochaux-Montbéliard   | Ligue 2        |
| Olivier Kemen                       | France                 | Milieu    | Prêt                                            | GFC Ajaccio              | Ligue 2        |
| Jean-Philippe Mateta                | France                 | Attaquant | Prêt                                            | Le Havre AC              | Ligue 2        |
| Gaëtan Perrin                       | France                 | Attaquant | Prêt                                            | US Orléans               | Ligue 2        |
| Christophe Jallet                   | France                 | Défenseur | Rupture de contrat                              | OGC Nice                 | Ligue 1        |
| Rachid Ghezzal                      | Algérie                | Attaquant | Fin de contrat                                  | AS Monaco FC             | Ligue 1        |
| Jordy Gaspar                        | France                 | Défenseur | Premier contrat professionnel                   | AS Monaco FC             | Ligue 1        |

Le 24 mai, les six joueurs prêtés la saison dernière font leur retour à Lyon, Fahd Moufi (prêté à Sedan), Louis Nganioni (prêté à Brest), Clément Grenier (prêté à l'AS Rome), Romain Del Castillo (prêté à Bourg-en-Bresse), Olivier Kemen (prêté au Gazélec Ajaccio) & Aldo Kalulu (prêté au Stade rennais).
Le 25 mai, Jordy Gaspar quitte l'OL et signe son 1er contrat pro à l'AS Monaco, il signe un contrat de 3 ans et sera par la suite prêté par le club monégasque au Cercle Bruges, le club satellite de l'AS Monaco.
Le 12 juin, Mathieu Valbuena quitte l'OL et signe à Fenerbahçe SK. Le montant de son transfert est de 1,5 million d'euros où on peut ajouter des incentives qui vont jusqu'à 1 million d'euros et il signe un contrat de 3 ans.
Le 14 juin, Corentin Tolisso quitte l'OL et signe au Bayern Munich. Le montant de son transfert est de 41,5 millions d'euros (+ 6 millions en bonus) qui peut monter jusqu'à 47,5 millions d'euros et il signe un contrat de 5 ans.
Le 15 juin, Fernando Marçal signe à l'OL en provenance du SL Benfica. Auteur d'une belle saison avec EA Guingamp quand il a été prêté, il signe un contrat de quatre ans et le montant de son transfert est de 4,5 millions d'euros. Marçal est le 16e Brésilien de l'histoire du club rhodanien.
Le 19 juin, Gaëtan Perrin & Maxime D'Arpino sont prêtés par l'OL à Orléans en Ligue 2 sans option d'achat.
Le 26 juin, Bertrand Traoré signe à l'OL en provenance de Chelsea FC. Après deux prêts aux Pays-Bas au  Vitesse Arnhem (2014-2015) et à l'Ajax Amsterdam (2016-2017), il signe un contrat de cinq ans et le montant de son transfert est de 10 millions d'euros et d'un intéressement de 15% sur une éventuelle revente. Traoré est le 2e Burkinabé de l'histoire du club rhodanien après Bakary Koné (son coéquipier en sélection avec qui il est arrivé 3e lors de la Coupe d'Afrique des Nations 2017).
Le 29 juin, Ferland Mendy signe à l'OL en provenance du Havre AC. Il signe un contrat de cinq ans et le montant de son transfert est de 5 millions d'euros (+ 1 million en bonus), il portera le numéro 22. Dans le même temps, l'OL prête Jean-Philippe Mateta au club normand, lui qui était dans la transaction du transfert du latéral gauche.
Le 30 juin, Mariano Díaz signe à l'OL en provenance du Real Madrid. Il signe un contrat de cinq ans et le montant de son transfert est de 8 millions d'euros + 35% sur une éventuelle revente, il portera le numéro 11. Mariano est le 1er Dominicain du club rhodanien.
Le 3 juillet, Maxime Gonalons quitte l'OL et signe à l'AS Roma. Le montant de son transfert est de 5 millions d'euros et il signe un contrat de 4 ans.
Le 4 juillet, Yassin Fekir, le petit frère de Nabil Fekir, signe son 1er contrat pro d'une durée de 1 an.
Le 5 juillet, Alexandre Lacazette quitte l'OL et signe à Arsenal FC. Le montant de son transfert est de 53 millions d'euros (+ 7 millions en bonus) qui peut monter jusqu'à 60 millions d'euros et il signe un contrat de 5 ans. C'est le transfert le plus cher de l'histoire de l'OL devant Corentin Tolisso (de l'OL au Bayern Munich pour 41,5 millions d'euros en 2017) et Michael Essien (de l'OL à Chelsea FC pour 38 millions d'euros en 2005).
Le 10 juillet, Kenny Tete signe à l'OL en provenance de l'Ajax Amsterdam. Il signe un contrat de quatre ans et le montant du transfert est de 4 millions d'euros + 10% sur une éventuelle revente, il portera le numéro 23. Tete est le 3e Néerlandais de l'histoire du club rhodanien après Michel Valke et Memphis Depay (qu'il côtoie en sélection). Le même jour, l'OL prête une nouvelle fois Olivier Kemen au GFC Ajaccio pour 6 mois.
Le 14 juillet, Marcelo signe à l'OL en provenance du Beşiktaş. Il signe un contrat de trois ans et le montant de son transfert est de 7 millions d'euros (+ 500 000 en bonus dû à ses performances). Il portera le numéro 6 et découvrira son 6e championnat après le Brésil, la Pologne, les Pays-Bas, l'Allemagne et la Turquie.
Le 15 juillet, Fahd Moufi quitte l'OL et signe au CD Tondela au Portugal. Prêté la saison dernière à Sedan, il signe un contrat de trois ans avec la formation portugaise. Il n'y a aucune indemnité de transfert mais les deux clubs se sont mis d'accord sur un intéressement de 20% sur une éventuelle revente et un droit d'acquisition prioritaire en faveur de l'OL.
Le 17 juillet, Oussenyou Ndiaye signe son 1er contrat pro de trois ans avec l'OL en provenance de l'AS Dakar Sacré-Cœur
Le 18 juillet, Christophe Jallet résilie son contrat avec l'OL et signe à l'OGC Nice. Il signe un contrat de 2 ans avec le club azurien. Il découvrira son 5e club français après Niort, Lorient, le Paris Saint-Germain et puis l'OL.
Le 20 juillet, Maciej Rybus quitte l'OL et signe au Lokomotiv Moscou. Il signe un contrat de trois ans et le montant du transfert est de 1,75 million d'euros.
Le 24 juillet, Aldo Kalulu est prêté par l'OL au FC Sochaux-Montbéliard en Ligue 2 sans option d'achat.
Le 31 juillet, Emanuel Mammana quitte l'OL et signe au Zénith Saint-Pétersbourg. Il signe un contrat de cinq ans et le montant du transfert est de 16 millions d'euros + 20% sur éventuelle revente.
Le 6 août, Nicolas Nkoulou est prêté au Torino FC avec une option d'achat de 3 millions d'euros.
Le 7 août, Rachid Ghezzal, libre de tout contrat, signe à l'AS Monaco. Il signe un contrat de quatre ans avec le club de la Principauté.
Le 29 août, Pape Cheikh Diop signe à l'OL en provenance du Celta Vigo. Il signe un contrat de cinq ans et le montant du transfert est de 10 millions d'euros (+ 4 millions en bonus) + une plus value de 15% pour un éventuel transfert, il portera le numéro 24. Diop est le 3e espagnol de l'histoire du club rhodanien.
Le 30 août, Romain Del Castillo est prêté par l'OL à Nîmes Olympique en Ligue 2 sans option d'achat.
Le 31 août (dernier jour du mercato), Tanguy NDombele signe à l'OL en provenance d'Amiens SC. Le montant de son transfert est un prêt payant de 2 millions d'euros + une option d'achat de 8 millions d'euros auxquels ont pourra ajouter 25 000 € d'incentives + un intéressement de 20% sur la plus value d'un éventuel transfert, il portera le numéro 28. Le même jour, Sergi Darder est prêté par l'OL à l'Espanyol Barcelone. Le montant de son transfert est un prêt payant de 300 000 € + avec une option d'achat de 8 millions d'euros (+ 2 millions en bonus) + 20% à la revente.

### Transferts hivernaux
| Nom                         | Nationalité               | Poste     | Transfert                                            | Provenance/Destination | Division   |
| --------------------------- | ------------------------- | --------- | ---------------------------------------------------- | ---------------------- | ---------- |
| Arrivées                    |                           |           |                                                      |                        |            |
| Martin Terrier              | France                    | Attaquant | Transfert (11+4 millions d'euros)                    | Lille OSC              | Ligue 1    |
| Oumar Solet                 | France                    | Défenseur | Prêt avec option d'achat (0,55+0,55 million d'euros) | Stade lavallois        | National 1 |
| Départs                     |                           |           |                                                      |                        |            |
| Alan Dzabana                | France                    | Attaquant | Transfert (1,5 million d'euros)                      | Le Havre AC            | Ligue 2    |
| Maxime D'Arpino             | France                    | Milieu    | Transfert (montant inconnu)                          | US Orléans             | Ligue 2    |
| Gaëtan Perrin               | France                    | Attaquant | Transfert (montant inconnu)                          | US Orléans             | Ligue 2    |
| Christopher Martins Pereira | Luxembourg                | Milieu    | Prêt                                                 | FP01 Bourg-en-Bresse   | Ligue 2    |
| Dylan Mboumbouni            | République centrafricaine | Défenseur | Prêt                                                 | SO Cholet              | National 1 |
| Martin Terrier              | France                    | Attaquant | Prêt                                                 | RC Strasbourg Alsace   | Ligue 1    |
| Clément Grenier             | France                    | Milieu    | Rupture de contrat                                   | En Avant de Guingamp   | Ligue 1    |

Le 13 octobre, l'OL prête Christopher Martins Pereira sans option d'achat à FP01 Bourg-en-Bresse en  Ligue 2.
Le 24 octobre, Anthony Racioppi signe son 1er contrat pro avec l'OL. Il signe un contrat de 3 ans et portera le numéro 50.
Le 17 novembre, Yann Kitala signe son 1er contrat pro avec l'OL. Il signe un contrat de 3 ans et portera le numéro 46.
Le 20 janvier, Gaëtan Perrin & Maxime D'Arpino quittent l'OL et signent définitivement à l'US Orléans.
Le 22 janvier, Oumar Solet signe à l'OL en provenance du Stade lavallois en National 1. Il signe pour un prêt payant de 550 000 € assortie d’une option d’achat de 550 000 € auquel pourra s’ajouter 2 millions d'euros d’incentives ainsi qu’un intéressement de 20 % sur la plus-value d’un éventuel futur transfert.
Le 26 janvier, Martin Terrier signe à l'OL en provenance du LOSC Lille et de son prêt au RC Strasbourg. Il signe un contrat de quatre ans et demi et le montant de son transfert est de 11 millions d'euros (+ 4 millions en bonus) et d'un intéressement de 10% à la revente. Il va toutefois terminer la saison au RC Strasbourg, club où il était prêté par Lille depuis le début de celle-ci.
Le 31 janvier (dernier jour du mercato), Léo Dubois, proche de la fin de son contrat à FC Nantes, signe avec l'OL avec effet au 1er juillet. Le même jour, Alan Dzabana quitte l'OL et signe au Havre. Il signe un contrat de trois ans et demi et le montant de son transfert est de 1 million d'euros. Clément Grenier a résilié son contrat avec l'OL et signe à l'EA Guingamp pour un an et demi. Et Dylan Mboumbouni est prêté par l'OL à Cholet jusqu'à la fin de la saison.
Le 4 avril, Amine Gouiri signe son premier contrat pro avec l’OL. Il signe un contrat de 3 ans.
Le 1er mai, Zachary Brault-Guillard signe son premier contrat pro avec l’OL. Il signe un contrat de 3 ans et porte le numéro 45.

## Stage et matchs d'avant saison
La reprise de l'entraînement s'est déroulé le mardi 27 juin. Le groupe de reprise comporte certains joueurs pro : Aouar, Darder, Del Castillo, Fekir, Ferri, Gorgelin, Grange, A. Kalulu, Kemen, Lopes, Marçal, Mendy, Morel, Nkoulou, Rafael et Yanga-Mbiwa et certains jeunes du centre de formation : Cognat, Dzabana, Geubbels, Gouiri, G. Kalulu, Maolida, Martelat & Owusu. Clément Grenier, Lucas Tousart & Christopher Martins Pereira font leur retour le 4 juillet. Mouctar Diakhaby fait son retour le 5 juillet. Les internationaux (Depay, Mammana, Jallet, Rybus, Cornet) font leur retour le 10 juillet. Les six matchs amicaux sont contre le Bourg-en-Bresse 01 le 8 juillet à Péronnas, contre le Celtic Glasgow le 15 juillet au Celtic Park, contre l'Ajax Amsterdam le 18 juillet à Bourgoin-Jallieu, contre l'Inter Milan le 24 juillet à Nankin en Chine dans le cadre de l'International Champions Cup 2017, et contre Montpellier HSC le 30 juillet à Sète pour rendre hommage au président emblématique du club héraultais Louis Nicollin décédé à l'âge de 74 ans, ainsi que contre le club brésilien de Chapecoense (victime d'un accident tragique en novembre 2016) le 8 août au Groupama OL Training Center.

### Effectif
Le tableau suivant liste les joueurs en prêts pour la saison 2017-2018.
| Joueurs prêtés |    |                                         |                             |                     |                           |                        |  |
| \| N° \| P. \| Nat. \| Nom \| Date de naissance \| Sélection \| Club en prêt \| \| \| 33 \| D \| \| Nicolas Nkoulou \| 27/03/1990 (34 ans) \| Cameroun \| Torino FC \| \| \| - \| D \| \| Dylan Mboumbouni \| 20/02/1996 (29 ans) \| République centrafricaine \| SO Cholet \| \| \| 25 \| M \| \| Sergi Darder \| 22/12/1993 (31 ans) \| Espagne espoirs \| Espanyol Barcelone \| \| \| 20 \| M \| \| Olivier Kemen \| 20/07/1996 (28 ans) \| France -20 ans \| GFC Ajaccio \| \| \| 8 \| M \| \| Christopher Martins Pereira \| 19/02/1997 (28 ans) \| Luxembourg \| FBBP01 \| \| \| 11 \| A \| \| Jean-Philippe Mateta \| 28/06/1997 (27 ans) \| France -19 ans \| Le Havre AC \| \| \| 15 \| A \| \| Aldo Kalulu \| 21/01/1996 (29 ans) \| France -18 ans \| FC Sochaux-Montbéliard \| \| \| 20 \| A \| \| Martin Terrier \| 04/03/1997 (28 ans) \| France espoirs \| RC Strasbourg \| \| |    |                                         |                             |                     |                           |                        |  |
| |    |                                         |                             |                     |                           |                        |  |
| N° | P. | Nat.                                    | Nom                         | Date de naissance   | Sélection                 | Club en prêt           |  |
| 33 | D  | Drapeau du Cameroun                     | Nicolas Nkoulou             | 27/03/1990 (34 ans) | Cameroun                  | Torino FC              |  |
| - | D  | Drapeau de la République centrafricaine | Dylan Mboumbouni            | 20/02/1996 (29 ans) | République centrafricaine | SO Cholet              |  |
| 25 | M  | Drapeau de l'Espagne                    | Sergi Darder                | 22/12/1993 (31 ans) | Espagne espoirs           | Espanyol Barcelone     |  |
| 20 | M  | Drapeau de la France                    | Olivier Kemen               | 20/07/1996 (28 ans) | France -20 ans            | GFC Ajaccio            |  |
| 8 | M  | Drapeau du Luxembourg                   | Christopher Martins Pereira | 19/02/1997 (28 ans) | Luxembourg                | FBBP01                 |  |
| 11 | A  | Drapeau de la France                    | Jean-Philippe Mateta        | 28/06/1997 (27 ans) | France -19 ans            | Le Havre AC            |  |
| 15 | A  | Drapeau de la France                    | Aldo Kalulu                 | 21/01/1996 (29 ans) | France -18 ans            | FC Sochaux-Montbéliard |  |
| 20 | A  | Drapeau de la France                    | Martin Terrier              | 04/03/1997 (28 ans) | France espoirs            | RC Strasbourg          |  |

| N° | P. | Nat.                                    | Nom                         | Date de naissance   | Sélection                 | Club en prêt           |  |
| 33 | D  | Drapeau du Cameroun                     | Nicolas Nkoulou             | 27/03/1990 (34 ans) | Cameroun                  | Torino FC              |  |
| -  | D  | Drapeau de la République centrafricaine | Dylan Mboumbouni            | 20/02/1996 (29 ans) | République centrafricaine | SO Cholet              |  |
| 25 | M  | Drapeau de l'Espagne                    | Sergi Darder                | 22/12/1993 (31 ans) | Espagne espoirs           | Espanyol Barcelone     |  |
| 20 | M  | Drapeau de la France                    | Olivier Kemen               | 20/07/1996 (28 ans) | France -20 ans            | GFC Ajaccio            |  |
| 8  | M  | Drapeau du Luxembourg                   | Christopher Martins Pereira | 19/02/1997 (28 ans) | Luxembourg                | FBBP01                 |  |
| 11 | A  | Drapeau de la France                    | Jean-Philippe Mateta        | 28/06/1997 (27 ans) | France -19 ans            | Le Havre AC            |  |
| 15 | A  | Drapeau de la France                    | Aldo Kalulu                 | 21/01/1996 (29 ans) | France -18 ans            | FC Sochaux-Montbéliard |  |
| 20 | A  | Drapeau de la France                    | Martin Terrier              | 04/03/1997 (28 ans) | France espoirs            | RC Strasbourg          |  |

## Équipe type
| Équipe-type de début de saison                                                         |
| -------------------------------------------------------------------------------------- |
| \| Lopes Marcelo Morel Rafael Marçal Tousart Fékir(C) Ndombele Traoré Depay Mariano \| |
| Lopes Marcelo Morel Rafael Marçal Tousart Fékir(C) Ndombele Traoré Depay Mariano       |

## Championnat de France

### Classement
| Rang | Équipe                    | Pts | J  | G  | N  | P  | Bp  | Bc | Diff | Qualification ou relégation                                             |
| ---- | ------------------------- | --- | -- | -- | -- | -- | --- | -- | ---- | ----------------------------------------------------------------------- |
| 1    | Paris Saint-Germain S L C | 93  | 38 | 29 | 6  | 3  | 108 | 29 | +79  | Qualification pour la phase de groupes de la Ligue des champions        |
| 2    | AS Monaco T               | 80  | 38 | 24 | 8  | 6  | 85  | 45 | +40  | Qualification pour la phase de groupes de la Ligue des champions        |
| 3    | Olympique lyonnais        | 78  | 38 | 23 | 9  | 6  | 87  | 43 | +44  | Qualification pour la phase de groupes de la Ligue des champions        |
| 4    | Olympique de Marseille    | 77  | 38 | 22 | 11 | 5  | 80  | 47 | +33  | Qualification pour la phase de groupes de la Ligue Europa               |
| 5    | Stade rennais FC          | 58  | 38 | 16 | 10 | 12 | 50  | 44 | +6   | Qualification pour la phase de groupes de la Ligue Europa               |
| 6    | Girondins de Bordeaux     | 55  | 38 | 16 | 7  | 15 | 53  | 48 | +5   | Qualification pour le deuxième tour de qualification de la Ligue Europa |
| 7    | AS Saint-Étienne          | 55  | 38 | 15 | 10 | 13 | 47  | 50 | −3   |                                                                         |

### Évolution du classement et des résultats
Phase aller
| Journée          | 1 | 2 | 3 | 4 | 5  | 6  | 7  | 8  | 9  | 10 | 11 | 12 | 13 | 14 | 15 | 16 | 17 | 18 | 19 | 1re place | 2e place | 3e place |
| ---------------- | - | - | - | - | -- | -- | -- | -- | -- | -- | -- | -- | -- | -- | -- | -- | -- | -- | -- | --------- | -------- | -------- |
| Rang             | 1 | 1 | 4 | 4 | 3  | 4  | 7  | 8  | 6  | 4  | 3  | 3  | 3  | 2  | 3  | 2  | 2  | 3  | 3  | 2         | 3        | 7        |
| Résultat         | V | V | N | N | V  | D  | N  | N  | V  | V  | V  | V  | N  | V  | D  | V  | V  | V  | V  | -         | -        | -        |
| Nombre de points | 3 | 6 | 7 | 8 | 11 | 11 | 12 | 13 | 16 | 19 | 22 | 25 | 26 | 29 | 29 | 32 | 35 | 38 | 41 |           |          |          |

Phase retour
| Journée          | 20 | 21 | 22 | 23 | 24 | 25 | 26 | 27 | 28 | 29 | 30 | 31 | 32 | 33 | 34 | 35 | 36 | 37 | 38 | 1re place | 2e place | 3e place |
| ---------------- | -- | -- | -- | -- | -- | -- | -- | -- | -- | -- | -- | -- | -- | -- | -- | -- | -- | -- | -- | --------- | -------- | -------- |
| Rang             | 3  | 2  | 2  | 2  | 4  | 4  | 4  | 4  | 4  | 4  | 4  | 4  | 3  | 3  | 3  | 2  | 2  | 3  | 3  | -         | 5        | 6        |
| Résultat         | N  | V  | V  | D  | D  | D  | N  | N  | N  | V  | V  | V  | V  | V  | V  | V  | V  | D  | V  | -         | -        | -        |
| Nombre de points | 42 | 45 | 48 | 48 | 48 | 48 | 49 | 50 | 51 | 54 | 57 | 60 | 63 | 66 | 69 | 72 | 75 | 75 | 78 |           |          |          |

### Août

#### Récapitulatif Journées 1 à 4
| Journée 1                | Olympique lyonnais                                          | 4 - 0   | RC Strasbourg                          | Groupama Stadium, Décines-Charpieu                                                                       | |
| Samedi 5 août 2017 20:00 | Mariano 28e, 23e, 61e · Tousart 43e · Fekir 59e (pen.), 90e | (1 - 0) | Da Costa 44e · Salmier 64e · Sacko 79e | Spectateurs : 39 979 Diffuseur : beIN Sports 1 (multiplex) et beIN Sports Max 4 Arbitrage : Ruddy Buquet | Spectateurs : 39 979 Diffuseur : beIN Sports 1 (multiplex) et beIN Sports Max 4 Arbitrage : Ruddy Buquet |
| Samedi 5 août 2017 20:00 |                                                             |         |                                        | Spectateurs : 39 979 Diffuseur : beIN Sports 1 (multiplex) et beIN Sports Max 4 Arbitrage : Ruddy Buquet | Spectateurs : 39 979 Diffuseur : beIN Sports 1 (multiplex) et beIN Sports Max 4 Arbitrage : Ruddy Buquet |

| Journée 2                   | Stade rennais                   | 1 - 2   | Olympique lyonnais                                               | Roazhon Park, Rennes                                                    |                                                                         |
| Vendredi 11 août 2017 20:45 | Bensebaini 15e · Bourigeaud 86e | (0 - 0) | Marçal 9e · Memphis 57e · Tousart 68e · Mariano 74e · Darder 84e | Spectateurs : 24 944 Diffuseur : Canal+ Sport Arbitrage : Benoît Millot | Spectateurs : 24 944 Diffuseur : Canal+ Sport Arbitrage : Benoît Millot |
| Vendredi 11 août 2017 20:45 |                                 |         |                                                                  | Spectateurs : 24 944 Diffuseur : Canal+ Sport Arbitrage : Benoît Millot | Spectateurs : 24 944 Diffuseur : Canal+ Sport Arbitrage : Benoît Millot |

| Journée 3                 | Olympique lyonnais                                              | 3 - 3   | Girondins de Bordeaux                               | Groupama Stadium, Décines-Charpieu                                 |                                                                    |
| Samedi 19 août 2017 17:00 | Fekir 10e · Tete 23e · Darder 36e · Traoré 39e, 74e · Morel 82e | (2 - 1) | Malcom 41e, 90+1e · Lerager 59e, 87e · Toulalan 64e | Spectateurs : 42 073 Diffuseur : Canal+ Arbitrage : Clément Turpin | Spectateurs : 42 073 Diffuseur : Canal+ Arbitrage : Clément Turpin |
| Samedi 19 août 2017 17:00 |                                                                 |         |                                                     | Spectateurs : 42 073 Diffuseur : Canal+ Arbitrage : Clément Turpin | Spectateurs : 42 073 Diffuseur : Canal+ Arbitrage : Clément Turpin |

| Journée 4                 | FC Nantes   | 0 - 0   | Olympique lyonnais | Stade de la Beaujoire, Nantes                                      |                                                                    |
| Samedi 26 août 2017 17:15 | 31e Girotto | (0 - 0) | 68e Tete           | Spectateurs : 30 718 Diffuseur : Canal+ Arbitrage : Antony Gautier | Spectateurs : 30 718 Diffuseur : Canal+ Arbitrage : Antony Gautier |
| Samedi 26 août 2017 17:15 |             |         |                    | Spectateurs : 30 718 Diffuseur : Canal+ Arbitrage : Antony Gautier | Spectateurs : 30 718 Diffuseur : Canal+ Arbitrage : Antony Gautier |

### Première trève internationale
- Nabil Fekir est appelé en équipe de France par Didier Deschamps pour disputer les matchs face aux Pays-Bas le 31 août au Stade de France et face au Luxembourg le 3 septembre au Stadium de Toulouse comptant pour les éliminatoires de la Coupe du monde 2018.
- Les Néerlandais Memphis Depay & Kenny Tete ont été appelés par le nouveau sélectionneur des Oranjes Dick Advocaat pour disputer les matchs face aux Bleus le 31 août au Stade de France et face à la Bulgarie le 3 septembre à l'Amsterdam ArenA comptant aussi pour éliminatoires de la Coupe du monde.
- Christopher Martins Pereira a été appelé avec le Luxembourg pour disputer les matchs face à la Biélorussie le 31 août à Luxembourg et face à la France le 3 septembre au Stadium de Toulouse.
- Maxwell Cornet a été appelé par Marc Wilmots avec la Côte d'Ivoire pour disputer la double confrontation face au Gabon pour les éliminatoires de la Coupe du monde 2018, match aller le 2 septembre à Libreville et match retour le 5 septembre à Bouaké.
- Bertrand Traoré a été appelé avec le Burkina Faso pour disputer la double confrontation face au Sénégal, match aller le 2 septembre et match retour le 5 septembre.
- Lucas Tousart & Mouctar Diakhaby ont été appelés en équipe de France espoirs par Sylvain Ripoll pour disputer le match amical face au Chili le 1er septembre à Laval et le match de qualification de l'Euro U21 2019 face au Kazakhstan le 5 septembre au Mans.
- Myziane Maolida a été appelé avec l'Équipe de France des moins de 19 ans pour disputer la double confrontation face au Maroc.
- Willem Geubbels, Melvin Bard & Maxence Caqueret ont été appelés avec l'équipe de France des moins de 18 ans pour disputer le Tournoi de Limoges.
- Anthony Racioppi a été appelé avec la Suisse des moins de 20 ans pour les matchs amicaux face à la Pologne et face à l'Angleterre.

### Septembre

#### Récapitulatif Journées 5 à 7
| Journée 5                     | Olympique lyonnais                                          | 2 - 1   | EA Guingamp                         | Groupama Stadium, Décines-Charpieu                                       |                                                                          |
| Samedi 9 septembre 2017 17:00 | Mariano 19e · Martins Pereira 29e · Fekir 72e · Marcelo 83e | (1 - 0) | 32e Rebocho · 71e Thuram · 82e Blas | Spectateurs : 36 697 Diffuseur : beIN Sports 1 Arbitrage : Benoît Millot | Spectateurs : 36 697 Diffuseur : beIN Sports 1 Arbitrage : Benoît Millot |
| Samedi 9 septembre 2017 17:00 |                                                             |         |                                     | Spectateurs : 36 697 Diffuseur : beIN Sports 1 Arbitrage : Benoît Millot | Spectateurs : 36 697 Diffuseur : beIN Sports 1 Arbitrage : Benoît Millot |

| Journée 6                        | Paris Saint-Germain                                          | 2 - 0   | Olympique Lyonnais    | Parc des Princes, Paris                                          |                                                                  |
| Dimanche 17 septembre 2017 21:00 | Motta 45e · Neymar 76e · Marcelo 75e (csc) · Morel 86e (csc) | (0 - 0) | Fekir 55e · Mendy 79e | Spectateurs : 47 191 Diffuseur : Canal+ Arbitrage : Ruddy Buquet | Spectateurs : 47 191 Diffuseur : Canal+ Arbitrage : Ruddy Buquet |
| Dimanche 17 septembre 2017 21:00 |                                                              |         |                       | Spectateurs : 47 191 Diffuseur : Canal+ Arbitrage : Ruddy Buquet | Spectateurs : 47 191 Diffuseur : Canal+ Arbitrage : Ruddy Buquet |

| Journée 7                      | Olympique lyonnais                                        | 3 - 3   | Dijon FCO                                                                                            | Groupama Stadium, Décines-Charpieu                                                                         | |
| Samedi 23 septembre 2017 20:00 | Fekir 20e · NDombele 58e · Aouar 60e · Mariano 63e (pen.) | (1 - 1) | Sliti 24e (pen.) · Amalfitano 40e · Xeka 52e · Raynet 59e · Yambéré 18e, 66e · Rosier 75e · Saïd 89e | Spectateurs : 33 600 Diffuseur : beIN Sports 1 (multiplex) et beIN Sports Max 6 Arbitrage : Antony Gautier | Spectateurs : 33 600 Diffuseur : beIN Sports 1 (multiplex) et beIN Sports Max 6 Arbitrage : Antony Gautier |
| Samedi 23 septembre 2017 20:00 |                                                           |         | | Spectateurs : 33 600 Diffuseur : beIN Sports 1 (multiplex) et beIN Sports Max 6 Arbitrage : Antony Gautier | Spectateurs : 33 600 Diffuseur : beIN Sports 1 (multiplex) et beIN Sports Max 6 Arbitrage : Antony Gautier |

### Octobre

#### Récapitulatif Journées 8 à 11
| Journée 8                       | Angers SCO                                                                    | 3 - 3   | Olympique lyonnais                                                                 | Stade Raymond-Kopa, Angers                                               |                                                                          |
| Dimanche 1er octobre 2017 17:00 | Rafael 30e (csc) · Toko-Ekambi 58e · Thomas 59e · Traoré 67e · Santamaria 78e | (1 - 3) | 9e Mariano · 38e Diakhaby · 42e Memphis · 50e Marcelo · Rafael 64e · Ferri 90 + 2e | Spectateurs : 11 432 Diffuseur : beIN Sports 1 Arbitrage : Mikael Lesage | Spectateurs : 11 432 Diffuseur : beIN Sports 1 Arbitrage : Mikael Lesage |
| Dimanche 1er octobre 2017 17:00 |                                                                               |         |                                                                                    | Spectateurs : 11 432 Diffuseur : beIN Sports 1 Arbitrage : Mikael Lesage | Spectateurs : 11 432 Diffuseur : beIN Sports 1 Arbitrage : Mikael Lesage |

| Journée 9                      | Olympique Lyonnais                                                                 | 3 - 2   | AS Monaco                   | Groupama Stadium, Décines-Charpieu                                       |                                                                          |
| Vendredi 13 octobre 2017 20:45 | Mariano 11e · Fekir 23e, 45e, 90 + 5e · Yanga-Mbiwa 48e · Lopes 52e · Diakhaby 68e | (2 - 2) | 17e Lopes · 38e, 55e Traoré | Spectateurs : 43 295 Diffuseur : Canal+ Sport Arbitrage : Benoît Bastien | Spectateurs : 43 295 Diffuseur : Canal+ Sport Arbitrage : Benoît Bastien |
| Vendredi 13 octobre 2017 20:45 |                                                                                    |         |                             | Spectateurs : 43 295 Diffuseur : Canal+ Sport Arbitrage : Benoît Bastien | Spectateurs : 43 295 Diffuseur : Canal+ Sport Arbitrage : Benoît Bastien |

| Journée 10                     | ESTAC Troyes                             | 0 - 5   | Olympique lyonnais                                                               | Stade de l'Aube, Troyes                                                      |                                                                              |
| Dimanche 22 octobre 2017 17:00 | Grandsir 18e · Dingomé 59e · Hérelle 69e | (0 - 1) | 15e Morel · 21e Traoré · 33e Rafael · 49e, 65e, 70e (pen.) Memphis · 90e Mariano | Spectateurs : 14 722 Diffuseur : beIN Sports 1 Arbitrage : François Letexier | Spectateurs : 14 722 Diffuseur : beIN Sports 1 Arbitrage : François Letexier |
| Dimanche 22 octobre 2017 17:00 |                                          |         |                                                                                  | Spectateurs : 14 722 Diffuseur : beIN Sports 1 Arbitrage : François Letexier | Spectateurs : 14 722 Diffuseur : beIN Sports 1 Arbitrage : François Letexier |

| Journée 11                     | Olympique Lyonnais | 2 - 0   | FC Metz                                | Groupama Stadium, Décines-Charpieu                                       |                                                                          |
| Dimanche 29 octobre 2017 15:00 | Fekir 6e 20e       | (2 - 0) | 42e Cafú · 48e Philipps · 62e Rivierez | Spectateurs : 53 921 Diffuseur : beIN Sports 1 Arbitrage : Benoît Millot | Spectateurs : 53 921 Diffuseur : beIN Sports 1 Arbitrage : Benoît Millot |
| Dimanche 29 octobre 2017 15:00 |                    |         |                                        | Spectateurs : 53 921 Diffuseur : beIN Sports 1 Arbitrage : Benoît Millot | Spectateurs : 53 921 Diffuseur : beIN Sports 1 Arbitrage : Benoît Millot |

### Novembre

#### Récapitulatif Journées 12 à 15
| Journée 12                     | AS Saint-Étienne         | 0 - 5   | Olympique lyonnais                                                       | Stade Geoffroy-Guichard, Saint-Étienne                             |                                                                    |
| Dimanche 5 novembre 2017 21:00 | Lacroix 47e · Selnæs 60e | (0 - 2) | Depay 10e · Fekir 25e, 84e, 85e · Tousart 53e · Mariano 58e · Traoré 65e | Spectateurs : 38 993 Diffuseur : Canal+ Arbitrage : Clément Turpin | Spectateurs : 38 993 Diffuseur : Canal+ Arbitrage : Clément Turpin |
| Dimanche 5 novembre 2017 21:00 |                          |         |                                                                          | Spectateurs : 38 993 Diffuseur : Canal+ Arbitrage : Clément Turpin | Spectateurs : 38 993 Diffuseur : Canal+ Arbitrage : Clément Turpin |

| Journée 13                      | Olympique Lyonnais    | 0 - 0   | Montpellier HSC | Groupama Stadium, Décines-Charpieu                                    |                                                                       |
| Dimanche 19 novembre 2017 17:00 | Tete 23e · Traore 77e | (0 - 0) | Píriz 05e       | Spectateurs : 47 651 Diffuseur : beIN Sports 1 Arbitrage : Karim Abed | Spectateurs : 47 651 Diffuseur : beIN Sports 1 Arbitrage : Karim Abed |
| Dimanche 19 novembre 2017 17:00 |                       |         |                 | Spectateurs : 47 651 Diffuseur : beIN Sports 1 Arbitrage : Karim Abed | Spectateurs : 47 651 Diffuseur : beIN Sports 1 Arbitrage : Karim Abed |

| Journée 14                      | OGC Nice                                      | 0 - 5   | Olympique lyonnais                                                                    | Allianz Riviera, Nice                                                      |                                                                            |
| Dimanche 26 novembre 2017 15:00 | Seri 22e · Dante 61e · Mendy 60e · Marlon 70e | (0 - 4) | Depay 5e, 38e · Cornet 20e, 22e · Mariano 27e · Marcelo 35e · Maolida 79e · Ferri 86e | Spectateurs : 27 542 Diffuseur : beIN Sports 1 Arbitrage : Frank Schneider | Spectateurs : 27 542 Diffuseur : beIN Sports 1 Arbitrage : Frank Schneider |
| Dimanche 26 novembre 2017 15:00 |                                               |         |                                                                                       | Spectateurs : 27 542 Diffuseur : beIN Sports 1 Arbitrage : Frank Schneider | Spectateurs : 27 542 Diffuseur : beIN Sports 1 Arbitrage : Frank Schneider |

| Journée 15                      | Olympique Lyonnais | 1 - 2   | LOSC Lille                                      | Groupama Stadium, Décines-Charpieu                                                                             | |
| Mercredi 29 novembre 2017 19:00 | Mariano 36e        | (1 - 2) | Thiago Mendes 21e · Ponce 40e · Ballo-Touré 46e | Spectateurs : 31 679 Diffuseur : beIN Sports 1 (multiplex) et beIN Sports Max 4 Arbitrage : Jérôme Miguelgorry | Spectateurs : 31 679 Diffuseur : beIN Sports 1 (multiplex) et beIN Sports Max 4 Arbitrage : Jérôme Miguelgorry |
| Mercredi 29 novembre 2017 19:00 |                    |         |                                                 | Spectateurs : 31 679 Diffuseur : beIN Sports 1 (multiplex) et beIN Sports Max 4 Arbitrage : Jérôme Miguelgorry | Spectateurs : 31 679 Diffuseur : beIN Sports 1 (multiplex) et beIN Sports Max 4 Arbitrage : Jérôme Miguelgorry |

### Décembre

#### Récapitulatif Journées 16 à 19
| Journée 16                     | SM Caen                   | 1 - 2   | Olympique lyonnais                                       | Stade Michel-d'Ornano, Caen                                               |                                                                           |
| Dimanche 3 décembre 2017 17:00 | Mbengue 60e · Santini 90e | (0 - 1) | Cornet 10e · Fekir 36e · Mariano 54e, 59e · Rafael 90+1e | Spectateurs : 19 455 Diffuseur : beIN Sports 1 Arbitrage : Amaury Delerue | Spectateurs : 19 455 Diffuseur : beIN Sports 1 Arbitrage : Amaury Delerue |
| Dimanche 3 décembre 2017 17:00 |                           |         |                                                          | Spectateurs : 19 455 Diffuseur : beIN Sports 1 Arbitrage : Amaury Delerue | Spectateurs : 19 455 Diffuseur : beIN Sports 1 Arbitrage : Amaury Delerue |

| Journée 17                      | Amiens SC                 | 1 - 2   | Olympique Lyonnais                         | Stade de la Licorne, Amiens                                             |                                                                         |
| Dimanche 10 décembre 2017 15:00 | Gakpé 9e · Monconduit 27e | (1 - 0) | Aouar 79e, 90+4e · Fékir 85e · Tousart 88e | Spectateurs : 9 130 Diffuseur : beIN Sports 1 Arbitrage : Olivier Thual | Spectateurs : 9 130 Diffuseur : beIN Sports 1 Arbitrage : Olivier Thual |
| Dimanche 10 décembre 2017 15:00 |                           |         |                                            | Spectateurs : 9 130 Diffuseur : beIN Sports 1 Arbitrage : Olivier Thual | Spectateurs : 9 130 Diffuseur : beIN Sports 1 Arbitrage : Olivier Thual |

| Journée 18                      | Olympique lyonnais     | 2 - 0   | Olympique de Marseille  | Groupama Stadium, Décines-Charpieu                                 |                                                                    |
| Dimanche 17 décembre 2017 21:00 | Fékir 6e · Mariano 51e | (1 - 0) | Rolando 26e · Lopez 66e | Spectateurs : 57 206 Diffuseur : Canal+ Arbitrage : Benoit Bastien | Spectateurs : 57 206 Diffuseur : Canal+ Arbitrage : Benoit Bastien |
| Dimanche 17 décembre 2017 21:00 |                        |         |                         | Spectateurs : 57 206 Diffuseur : Canal+ Arbitrage : Benoit Bastien | Spectateurs : 57 206 Diffuseur : Canal+ Arbitrage : Benoit Bastien |

| Journée 19                      | Toulouse FC                                                 | 1 - 2   | Olympique Lyonnais                                        | Stadium, Toulouse                                                                                               | |
| Mercredi 20 décembre 2017 20:50 | Lafont 23e · Imbula 55e · Sangaré 72e · Gradel 90+6e (pen.) | (0 - 1) | Fékir 24e (pen.) · Mariano 43e · Ferri 74e · Rafael 90+3e | Spectateurs : 15 853 Diffuseur : beIN Sports 1, Canal+ Sport (multiplex) et Foot+ Arbitrage : François Letexier | Spectateurs : 15 853 Diffuseur : beIN Sports 1, Canal+ Sport (multiplex) et Foot+ Arbitrage : François Letexier |
| Mercredi 20 décembre 2017 20:50 |                                                             |         |                                                           | Spectateurs : 15 853 Diffuseur : beIN Sports 1, Canal+ Sport (multiplex) et Foot+ Arbitrage : François Letexier | Spectateurs : 15 853 Diffuseur : beIN Sports 1, Canal+ Sport (multiplex) et Foot+ Arbitrage : François Letexier |

### Janvier

#### Récapitulatif Journées 20 à 23
| Journée 20                     | Olympique lyonnais                   | 1 - 1   | Angers SCO                                                    | Groupama Stadium, Décines-Charpieu                                         |                                                                            |
| Dimanche 14 janvier 2018 17:00 | Tousart 21e · Fékir 47e · Rafael 53e | (0 - 1) | Toko-Ekambi 14e (pen.) · Bamba 39e · Fulgini 45+2e · Tait 84e | Spectateurs : 36 691 Diffuseur : beIN Sports 1 Arbitrage : Frank Schneider | Spectateurs : 36 691 Diffuseur : beIN Sports 1 Arbitrage : Frank Schneider |
| Dimanche 14 janvier 2018 17:00 |                                      |         |                                                               | Spectateurs : 36 691 Diffuseur : beIN Sports 1 Arbitrage : Frank Schneider | Spectateurs : 36 691 Diffuseur : beIN Sports 1 Arbitrage : Frank Schneider |

| Journée 21                     | EA Guingamp              | 0 - 2   | Olympique Lyonnais                                 | Stade du Roudourou, Guingamp                                                                      |                                                                                                   |
| Mercredi 17 janvier 2018 19:00 | Diallo 39e · Tabanou 45e | (0 - 1) | NDombele 21e · Tousart 18e · Fékir 26e · Aouar 58e | Spectateurs : 14 638 Diffuseur : beIN Sports 1 et beIN Sports Max 4 Arbitrage : Nicolas Rainville | Spectateurs : 14 638 Diffuseur : beIN Sports 1 et beIN Sports Max 4 Arbitrage : Nicolas Rainville |
| Mercredi 17 janvier 2018 19:00 |                          |         |                                                    | Spectateurs : 14 638 Diffuseur : beIN Sports 1 et beIN Sports Max 4 Arbitrage : Nicolas Rainville | Spectateurs : 14 638 Diffuseur : beIN Sports 1 et beIN Sports Max 4 Arbitrage : Nicolas Rainville |

| Journée 22                     | Olympique lyonnais                               | 2 - 1   | Paris Saint-Germain                                                  | Groupama Stadium, Décines-Charpieu                                 |                                                                    |
| Dimanche 21 janvier 2018 21:00 | Fékir 2e · Mendy 60e · Depay 90+4e · Depay 90+4e | (1 - 1) | Kurzawa 45+2e · Lo Celso 53e · Alves 57e · Verratti 77e · Cavani 80e | Spectateurs : 57 582 Diffuseur : Canal+ Arbitrage : Clément Turpin | Spectateurs : 57 582 Diffuseur : Canal+ Arbitrage : Clément Turpin |
| Dimanche 21 janvier 2018 21:00 |                                                  |         |                                                                      | Spectateurs : 57 582 Diffuseur : Canal+ Arbitrage : Clément Turpin | Spectateurs : 57 582 Diffuseur : Canal+ Arbitrage : Clément Turpin |

| Journée 23                     | Girondins de Bordeaux                                                                     | 3 - 1  | Olympique Lyonnais                                 | Matmut Atlantique, Bordeaux                                                  |                                                                              |
| Dimanche 28 janvier 2018 17:00 | de Préville 22e · Malcom 27e (pen.) · Laborde 45+1e (pen.) · Otávio 76e · de Préville 61e | (3 -1) | Marcelo 44e · Fekir 11e · Rafael 19e · Marcelo 84e | Spectateurs : 29 310 Diffuseur : beIN Sports 1 Arbitrage : François Letexier | Spectateurs : 29 310 Diffuseur : beIN Sports 1 Arbitrage : François Letexier |
| Dimanche 28 janvier 2018 17:00 |                                                                                           |        |                                                    | Spectateurs : 29 310 Diffuseur : beIN Sports 1 Arbitrage : François Letexier | Spectateurs : 29 310 Diffuseur : beIN Sports 1 Arbitrage : François Letexier |

### Février

#### Récapitulatif Journées 24 à 27
| Journée 24                    | AS Monaco                                                 | 3 - 2   | Olympique lyonnais                                             | Stade Louis-II, Monaco                                             |                                                                    |
| Dimanche 4 février 2018 21:00 | Baldé 31e · Falcao 36e · Lopes 88e · Baldé 44e · Sy 90+2e | (2 - 2) | Mariano 12e · Traoré 27e · Tete 30e · Mendy 35e · Ndombele 41e | Spectateurs : 10 301 Diffuseur : Canal+ Arbitrage : Benoît Bastien | Spectateurs : 10 301 Diffuseur : Canal+ Arbitrage : Benoît Bastien |
| Dimanche 4 février 2018 21:00 |                                                           |         |                                                                | Spectateurs : 10 301 Diffuseur : Canal+ Arbitrage : Benoît Bastien | Spectateurs : 10 301 Diffuseur : Canal+ Arbitrage : Benoît Bastien |

| Journée 25                     | Olympique Lyonnais     | 0 - 2   | Stade rennais                            | Groupama Stadium, Décines-Charpieu                                 |                                                                    |
| Dimanche 11 février 2018 21:00 | Traoré 58e · Fekir 58e | (0 - 1) | Khazri 5e · Léa Siliki 90+3e · Traoré 7e | Spectateurs : 39 189 Diffuseur : Canal+ Arbitrage : Amaury Delerue | Spectateurs : 39 189 Diffuseur : Canal+ Arbitrage : Amaury Delerue |
| Dimanche 11 février 2018 21:00 |                        |         |                                          | Spectateurs : 39 189 Diffuseur : Canal+ Arbitrage : Amaury Delerue | Spectateurs : 39 189 Diffuseur : Canal+ Arbitrage : Amaury Delerue |

| Journée 26                     | LOSC                  | 2 - 2   | Olympique Lyonnais                                                   | Stade Pierre-Mauroy, Villeneuve-d'Ascq                                   |                                                                          |
| Dimanche 18 février 2018 17:00 | Pépé 65e · Araújo 81e | (0 - 2) | 21e 44e Traoré · 28e Rafael · 60e Diakhaby · 87e Fekir · 90+1e Aouar | Spectateurs : 39 523 Diffuseur : beIN Sports 1 Arbitrage : Benoît Millot | Spectateurs : 39 523 Diffuseur : beIN Sports 1 Arbitrage : Benoît Millot |
| Dimanche 18 février 2018 17:00 |                       |         |                                                                      | Spectateurs : 39 523 Diffuseur : beIN Sports 1 Arbitrage : Benoît Millot | Spectateurs : 39 523 Diffuseur : beIN Sports 1 Arbitrage : Benoît Millot |

| Journée 27                     | Olympique Lyonnais        | 1 - 1   | AS Saint-Étienne                                       | Groupama Stadium, Décines-Charpieu                                      |                                                                         |
| Dimanche 25 février 2018 17:00 | Mariano 19e · Mariano 77e | (1 - 0) | 90e Debuchy · 42e Selnæs · 84e Subotić · 90+3e Hamouma | Spectateurs : 58 069 Diffuseur : beIN Sports 1 Arbitrage : Ruddy Buquet | Spectateurs : 58 069 Diffuseur : beIN Sports 1 Arbitrage : Ruddy Buquet |
| Dimanche 25 février 2018 17:00 |                           |         |                                                        | Spectateurs : 58 069 Diffuseur : beIN Sports 1 Arbitrage : Ruddy Buquet | Spectateurs : 58 069 Diffuseur : beIN Sports 1 Arbitrage : Ruddy Buquet |

### Mars

#### Récapitulatif Journées 28 à 30
| Journée 28                 | Montpellier HSC                             | 1 - 1   | Olympique lyonnais                    | Stade de la Mosson, Montpellier                                           |                                                                           |
| Dimanche 4 mars 2018 17:00 | Mbenza 7e · Mukiele 27e · Ellyes Skhiri 60e | (1 - 0) | 58e Mariano · 50e Marcelo · 65e Depay | Spectateurs : 15 160 Diffuseur : beIN Sports 1 Arbitrage : Benoît Bastien | Spectateurs : 15 160 Diffuseur : beIN Sports 1 Arbitrage : Benoît Bastien |
| Dimanche 4 mars 2018 17:00 |                                             |         |                                       | Spectateurs : 15 160 Diffuseur : beIN Sports 1 Arbitrage : Benoît Bastien | Spectateurs : 15 160 Diffuseur : beIN Sports 1 Arbitrage : Benoît Bastien |

| Journée 29                  | Olympique Lyonnais       | 1 - 0   | SM Caen     | Groupama Stadium, Décines-Charpieu                                        |                                                                           |
| Dimanche 11 mars 2018 17:00 | Traoré 63e · Mariano 46e | (0 - 0) | 14e Peeters | Spectateurs : 39 530 Diffuseur : beIN Sports 1 Arbitrage : Clément Turpin | Spectateurs : 39 530 Diffuseur : beIN Sports 1 Arbitrage : Clément Turpin |
| Dimanche 11 mars 2018 17:00 |                          |         |             | Spectateurs : 39 530 Diffuseur : beIN Sports 1 Arbitrage : Clément Turpin | Spectateurs : 39 530 Diffuseur : beIN Sports 1 Arbitrage : Clément Turpin |

| Journée 30                  | Olympique de Marseille                                    | 2 - 3   | Olympique lyonnais                                                            | Orange Vélodrome, Marseille                                      |                                                                  |
| Dimanche 18 mars 2018 21:00 | Rolando 31e · Mítroglou 84e · Thauvin 18e · Mítroglou 89e | (1 - 1) | 42e (csc) Rami · 52e Aouar · 90e Depay · 21e Rafael · 48e Mariano · 90e Depay | Spectateurs : 60 009 Diffuseur : Canal+ Arbitrage : Ruddy Buquet | Spectateurs : 60 009 Diffuseur : Canal+ Arbitrage : Ruddy Buquet |
| Dimanche 18 mars 2018 21:00 |                                                           |         |                                                                               | Spectateurs : 60 009 Diffuseur : Canal+ Arbitrage : Ruddy Buquet | Spectateurs : 60 009 Diffuseur : Canal+ Arbitrage : Ruddy Buquet |

### Avril

#### Récapitulatif Journées 31 à 35
| Journée 31                    | Olympique lyonnais                 | 2 - 0   | Toulouse FC | Groupama Stadium, Décines-Charpieu                                 |                                                                    |
| Dimanche 1er avril 2018 21:00 | Depay 24e 43e (pen.) · Tousart 69e | (2 - 0) | 77e Cahuzac | Spectateurs : 48 548 Diffuseur : Canal+ Arbitrage : Benoît Bastien | Spectateurs : 48 548 Diffuseur : Canal+ Arbitrage : Benoît Bastien |
| Dimanche 1er avril 2018 21:00 |                                    |         |             | Spectateurs : 48 548 Diffuseur : Canal+ Arbitrage : Benoît Bastien | Spectateurs : 48 548 Diffuseur : Canal+ Arbitrage : Benoît Bastien |

| Journée 32                  | FC Metz                   | 0 - 5   | Olympique Lyonnais                                     | Stade Saint-Symphorien, Metz                                              |                                                                           |
| Dimanche 8 avril 2018 17:00 | Mollet 32e · Niakhaté 59e | (0 - 2) | 1re 21e Marcelo · 65e Depay · 68e Traoré · 86e Mariano | Spectateurs : 15 540 Diffuseur : beIN Sports 1 Arbitrage : Antony Gautier | Spectateurs : 15 540 Diffuseur : beIN Sports 1 Arbitrage : Antony Gautier |
| Dimanche 8 avril 2018 17:00 |                           |         |                                                        | Spectateurs : 15 540 Diffuseur : beIN Sports 1 Arbitrage : Antony Gautier | Spectateurs : 15 540 Diffuseur : beIN Sports 1 Arbitrage : Antony Gautier |

| Journée 33                 | Olympique lyonnais                   | 3 - 0   | Amiens SC | Groupama Stadium, Décines-Charpieu                              |                                                                 |
| Samedi 14 avril 2018 17:00 | Mariano 30e · Depay 83e · Traoré 85e | (1 - 0) |           | Spectateurs : 47 513 Diffuseur : Canal+ Arbitrage : Johan Hamel | Spectateurs : 47 513 Diffuseur : Canal+ Arbitrage : Johan Hamel |
| Samedi 14 avril 2018 17:00 |                                      |         |           | Spectateurs : 47 513 Diffuseur : Canal+ Arbitrage : Johan Hamel | Spectateurs : 47 513 Diffuseur : Canal+ Arbitrage : Johan Hamel |

| Journée 34                   | Dijon FCO                | 2 - 5   | Olympique Lyonnais                                                                                   | Stade Gaston-Gérard, Dijon                                                |                                                                           |
| Vendredi 20 avril 2018 21:00 | Sliti 26e 55e · Kwon 37e | (1 - 1) | 4e Depay · 50e (csc) Rosier · 53e Fekir · 77e Traoré · 82e Cornet · Rafael 31e · Tanguy Ndombele 70e | Spectateurs : 15 102 Diffuseur : Canal+ Sport Arbitrage : Frank Schneider | Spectateurs : 15 102 Diffuseur : Canal+ Sport Arbitrage : Frank Schneider |
| Vendredi 20 avril 2018 21:00 |                          |         | | Spectateurs : 15 102 Diffuseur : Canal+ Sport Arbitrage : Frank Schneider | Spectateurs : 15 102 Diffuseur : Canal+ Sport Arbitrage : Frank Schneider |

| Journée 35                 | Olympique lyonnais                 | 2 - 0   | FC Nantes       | Groupama Stadium, Décines-Charpieu                                 |                                                                    |
| Samedi 28 avril 2018 17:00 | Depay 40e · Traoré 69e · Morel 59e | (1 - 0) | 77e El Ghanassy | Spectateurs : 50 443 Diffuseur : Canal+ Arbitrage : Antony Gautier | Spectateurs : 50 443 Diffuseur : Canal+ Arbitrage : Antony Gautier |
| Samedi 28 avril 2018 17:00 |                                    |         |                 | Spectateurs : 50 443 Diffuseur : Canal+ Arbitrage : Antony Gautier | Spectateurs : 50 443 Diffuseur : Canal+ Arbitrage : Antony Gautier |

### Mai

#### Récapitulatif Journées 36 à 38
| Journée 36                | Olympique lyonnais                                   | 3 - 0   | ESTAC Troyes          | Groupama Stadium, Décines-Charpieu                                    |                                                                       |
| Dimanche 6 mai 2018 16:30 | Traoré 28e 35e · Cornet 88e · Tousart 4e · Mendy 78e | (2 - 0) | 20e Azamoum · 81e Suk | Spectateurs : 54 274 Diffuseur : Canal+ Arbitrage : Nicolas Rainville | Spectateurs : 54 274 Diffuseur : Canal+ Arbitrage : Nicolas Rainville |
| Dimanche 6 mai 2018 16:30 |                                                      |         |                       | Spectateurs : 54 274 Diffuseur : Canal+ Arbitrage : Nicolas Rainville | Spectateurs : 54 274 Diffuseur : Canal+ Arbitrage : Nicolas Rainville |

| Journée 37               | RC Strasbourg | 3 - 2   | Olympique Lyonnais                         | Stade de la Meinau, Strasbourg                                                                  |                                                                                                 |
| Samedi 12 mai 2018 21:00 | Bahoken 22e · Da costa 88e · Liénard 90+4e · 12e Bahoken · 48e Martinez · 70e Gonçalves · 85e Mangane · 90+4e Oukidja | (1 - 0) | 50e (pen.) Fekir · 73eAouar · 83e Ndombele | Spectateurs : 25 503 Diffuseur : beIN Sports 1, Canal+ Sport, Canal+ Arbitrage : Clément Turpin | Spectateurs : 25 503 Diffuseur : beIN Sports 1, Canal+ Sport, Canal+ Arbitrage : Clément Turpin |
| Samedi 12 mai 2018 21:00 | |         |                                            | Spectateurs : 25 503 Diffuseur : beIN Sports 1, Canal+ Sport, Canal+ Arbitrage : Clément Turpin | Spectateurs : 25 503 Diffuseur : beIN Sports 1, Canal+ Sport, Canal+ Arbitrage : Clément Turpin |

| Journée 38               | Olympique lyonnais                                     | 3 - 2   | OGC Nice                                             | Groupama Stadium, Décines-Charpieu                                                               |                                                                                                  |
| Samedi 19 mai 2018 21:00 | Depay 48e 65e 86e · 40e Morel · 40e Rafael · 71e Ferri | (0 - 1) | 18e 89ePléa · 20e Balotelli · 53e Benítez · 70e Pléa | Spectateurs : 56 953 Diffuseur : beIN Sports 1, Canal+ Décalé, Canal+ Arbitrage : Benoît Bastien | Spectateurs : 56 953 Diffuseur : beIN Sports 1, Canal+ Décalé, Canal+ Arbitrage : Benoît Bastien |
| Samedi 19 mai 2018 21:00 |                                                        |         |                                                      | Spectateurs : 56 953 Diffuseur : beIN Sports 1, Canal+ Décalé, Canal+ Arbitrage : Benoît Bastien | Spectateurs : 56 953 Diffuseur : beIN Sports 1, Canal+ Décalé, Canal+ Arbitrage : Benoît Bastien |

## Ligue Europa
La Ligue Europa est la 5e  édition dont 7 en Coupe UEFA que l'Olympique lyonnais dispute. L'équipe est directement qualifiée pour les phases de poules à la suite de sa 4e place en Ligue 1 et à la victoire du Paris Saint-Germain en finale de la Coupe de France contre Angers SCO (0-1).
Le tirage au sort du 25 août a fourni à l'OL un groupe jugé difficile autant par les commentateurs que par la direction du club ou par les joueurs. Il est composé d'Everton FC, qui a terminé 7e de Premier League 2016-2017, de l'Atalanta Bergame qui a terminé 4e de Serie A 2016-2017 et du club chypriote de l'Apollon Limassol qui a remporté la Coupe de Chypre.
Ce sera la première fois que ces 3 clubs affronteront les Lyonnais.
La phase de poules commence le 14 septembre 2017 face à l'Apollon Limassol et se termine le 7 décembre 2017 face à l'Atalanta Bergame sans oublier la double confrontation face à Everton FC le 19 octobre 2017 et le 2 novembre 2017.

### Parcours en Ligue Europa
Ayant terminé seulement quatrième du championnat lors de la saison précédente, le club joue les phases de poule de Ligue Europa pour la troisième fois de son histoire (en plus des barrages en 2014-2015 et de la phase finale post Ligue des champions en 2016-2017).
Les trois adversaires de la poule de l'OL sont inédits puisqu'il s'agit de l'Atalanta Bergame, de Everton et de l'Apollon Limassol. Après des débuts médiocres à Chypre et à domicile contre le club italien (deux matchs nuls), Lyon se réveille et s'impose deux fois de suite contre le club anglais, avant de battre largement Limassol à domicile. 
Malgré une défaite finale en Italie, Lyon termine deuxième de sa poule, avec 11 points.
Se présente alors un autre adversaire inédit, les Espagnols de Villareal. Lyon s'impose brillamment à domicile 3 à 1 puis entérine sa qualification en gagnant 1 à 0 en Espagne.
En quart de finale, le tirage au sort donne comme opposant le club russe du CSKA Moscou au club rhodanien. A nouveau, c'est la première confrontation entre ces deux clubs. Malgré une victoire 1 à 0 en Russie, l'OL est éliminé au retour à cause d'une défaite 3 à 2 dans son antre de Décines où le manque de cohérence tactique et d'esprit d'équipe de certains joueurs est criant.
Demi-finaliste la saison précédente, il s'agit d'une nouvelle désillusion pour l'équipe de Bruno Génésio et ses hommes car la finale de la compétition était programmée cette année-là au Groupama Stadium.
| Rang | Équipe             | Pts | J | G | N | P | Bp | Bc | Diff |  | Résultats (▼ dom., ► ext.) |     |     |     |     |
| ---- | ------------------ | --- | - | - | - | - | -- | -- | ---- |  | -------------------------- | --- | --- | --- | --- |
| 1    | Atalanta Bergame   | 14  | 6 | 4 | 2 | 0 | 14 | 4  | +10  |  | Atalanta Bergame           |     | 1-0 | 3-0 | 3-1 |
| 2    | Olympique lyonnais | 11  | 6 | 3 | 2 | 1 | 11 | 4  | +7   |  | Olympique lyonnais         | 1-1 |     | 3-0 | 4-0 |
| 3    | Everton FC         | 4   | 6 | 1 | 1 | 4 | 7  | 15 | -8   |  | Everton FC                 | 1-5 | 1-2 |     | 2-2 |
| 4    | Apollon Limassol   | 3   | 6 | 0 | 3 | 3 | 5  | 14 | -9   |  | Apollon Limassol           | 1-1 | 1-1 | 0-3 |     |

| 1re journée                           | Apollon Limassol             | 1 - 1   | Olympique lyonnais                    | GSP Stadium, Nicosie                                                       |                                                                            |
| Jeudi 14 septembre 2017 19:00 (UTC+1) | Sardinero 90+3e              | (0 - 0) | 53e (pen.) Memphis                    | Spectateurs : 5 134 Diffuseur : beIN Sports 1 Arbitrage : Miroslav Zelinka | Spectateurs : 5 134 Diffuseur : beIN Sports 1 Arbitrage : Miroslav Zelinka |
| Jeudi 14 septembre 2017 19:00 (UTC+1) | João Pedro 45+1e · Yuste 76e |         | 29e Marcelo · 72e Cornet · 74e Marçal | Spectateurs : 5 134 Diffuseur : beIN Sports 1 Arbitrage : Miroslav Zelinka | Spectateurs : 5 134 Diffuseur : beIN Sports 1 Arbitrage : Miroslav Zelinka |

| 2e journée                            | Olympique lyonnais | 1 - 1   | Atalanta Bergame                         | Groupama Stadium, Décines-Charpieu                                            |                                                                               |
| Jeudi 28 septembre 2017 21:05 (UTC+1) | Traoré 45e         | (1 - 0) | 57e Gómez                                | Spectateurs : 27 715 Diffuseur : beIN Sports 1, W9 Arbitrage : Daniel Siebert | Spectateurs : 27 715 Diffuseur : beIN Sports 1, W9 Arbitrage : Daniel Siebert |
| Jeudi 28 septembre 2017 21:05 (UTC+1) | Tete 57e           |         | 27e Cristante · 38e De Roon · 71e Iličić | Spectateurs : 27 715 Diffuseur : beIN Sports 1, W9 Arbitrage : Daniel Siebert | Spectateurs : 27 715 Diffuseur : beIN Sports 1, W9 Arbitrage : Daniel Siebert |

| 3e journée                          | Everton FC                 | 1 - 2   | Olympique lyonnais           | Goodison Park, Liverpool                                                   |                                                                            |
| Jeudi 19 octobre 2017 21:05 (UTC+1) | Williams 69e               | (0 - 1) | 6e (pen.) Fekir · 75e Traoré | Spectateurs : 27 159 Diffuseur : beIN Sports 1, W9 Arbitrage : Bas Nijhuis | Spectateurs : 27 159 Diffuseur : beIN Sports 1, W9 Arbitrage : Bas Nijhuis |
| Jeudi 19 octobre 2017 21:05 (UTC+1) | Lookman 55e · Williams 66e |         | Traoré 66e                   | Spectateurs : 27 159 Diffuseur : beIN Sports 1, W9 Arbitrage : Bas Nijhuis | Spectateurs : 27 159 Diffuseur : beIN Sports 1, W9 Arbitrage : Bas Nijhuis |

| 4e journée                          | Olympique lyonnais                   | 3 - 0   | Everton FC                                        | Groupama Stadium, Décines-Charpieu                                       |                                                                          |
| Jeudi 2 novembre 2017 19:00 (UTC+1) | Traoré 68e · Aouar 76e · Memphis 88e | (0 - 0) |                                                   | Spectateurs : 48 103 Diffuseur : beIN Sports 1 Arbitrage : Orel Grinfeld | Spectateurs : 48 103 Diffuseur : beIN Sports 1 Arbitrage : Orel Grinfeld |
| Jeudi 2 novembre 2017 19:00 (UTC+1) | Rafael 78e · Aouar 85e               |         | 7e Martina · 57e, 80e Schneiderlin · 90+2e Vlašić | Spectateurs : 48 103 Diffuseur : beIN Sports 1 Arbitrage : Orel Grinfeld | Spectateurs : 48 103 Diffuseur : beIN Sports 1 Arbitrage : Orel Grinfeld |

| 5e journée                           | Olympique lyonnais                                   | 4 - 0   | Apollon Limassol         | Groupama Stadium, Décines-Charpieu                                              |                                                                                 |
| Jeudi 23 novembre 2017 21:05 (UTC+1) | Diakhaby 29e · Fekir 32e · Mariano 67e · Maolida 90e | (2 - 0) |                          | Spectateurs : 26 972 Diffuseur : beIN Sports 1, W9 Arbitrage : Pawel Raczkowski | Spectateurs : 26 972 Diffuseur : beIN Sports 1, W9 Arbitrage : Pawel Raczkowski |
| Jeudi 23 novembre 2017 21:05 (UTC+1) | Fekir 44e                                            |         | 29e Jander · 39e Roberge | Spectateurs : 26 972 Diffuseur : beIN Sports 1, W9 Arbitrage : Pawel Raczkowski | Spectateurs : 26 972 Diffuseur : beIN Sports 1, W9 Arbitrage : Pawel Raczkowski |

| 6e journée                          | Atalanta Bergame        | 1 - 0   | Olympique lyonnais | Stadio di Reggio Emilia Città del Tricolore, Reggio d'Émilie             |                                                                          |
| Jeudi 7 décembre 2017 19:00 (UTC+1) | Petagna 10e             | (1 - 0) |                    | Spectateurs : 13 925 Diffuseur : beIN Sports 1 Arbitrage : Aleksei Eskov | Spectateurs : 13 925 Diffuseur : beIN Sports 1 Arbitrage : Aleksei Eskov |
| Jeudi 7 décembre 2017 19:00 (UTC+1) | Freuler 33e · Tolói 55e |         |                    | Spectateurs : 13 925 Diffuseur : beIN Sports 1 Arbitrage : Aleksei Eskov | Spectateurs : 13 925 Diffuseur : beIN Sports 1 Arbitrage : Aleksei Eskov |

#### Phase finale
| 16e finale aller                    | Olympique lyonnais                   | 3 - 1   | Villarreal CF                                | Groupama Stadium, Décines-Charpieu                                           |                                                                              |
| Jeudi 15 février 2018 21:05 (UTC+1) | Ndombele 46e · Fekir 49e · Depay 82e | (0 - 0) | Fornals 62e                                  | Spectateurs : 46 846 Diffuseur : beIN Sports 1, W9 Arbitrage : Viktor Kassai | Spectateurs : 46 846 Diffuseur : beIN Sports 1, W9 Arbitrage : Viktor Kassai |
| Jeudi 15 février 2018 21:05 (UTC+1) | Marçal 73e                           |         | Gonzalez 42e · Cheryshev 43e · Hernández 89e | Spectateurs : 46 846 Diffuseur : beIN Sports 1, W9 Arbitrage : Viktor Kassai | Spectateurs : 46 846 Diffuseur : beIN Sports 1, W9 Arbitrage : Viktor Kassai |

| 16e finale retour                   | Villarreal CF                                                                    | 0 - 1   | Olympique lyonnais                  | Estadio de la Cerámica, Castellón                                     |                                                                       |
| Jeudi 22 février 2018 19:00 (UTC+1) |                                                                                  | (0 - 0) | 85e Traoré                          | Spectateurs : 22 000 Diffuseur : beIN Sports 1 Arbitrage : Luca Banti | Spectateurs : 22 000 Diffuseur : beIN Sports 1 Arbitrage : Luca Banti |
| Jeudi 22 février 2018 19:00 (UTC+1) | Soberón 30e · Fuego Martínez 59e · Costa 78e · Castillejo 89e · Gaspar Pérez 90e |         | Marcelo 36e · Fekir 37e · Depay 89e | Spectateurs : 22 000 Diffuseur : beIN Sports 1 Arbitrage : Luca Banti | Spectateurs : 22 000 Diffuseur : beIN Sports 1 Arbitrage : Luca Banti |

| 8e finale aller                 | CSKA Moscou                | 0 - 1   | Olympique lyonnais       | VEB Arena, Moscou                                         |                                                           |
| Jeudi 8 mars 2018 19:00 (UTC+1) |                            | (0 - 0) | 68e Marcelo              | Diffuseur : beIN Sports 1 Arbitrage : Antonio Mateu Lahoz | Diffuseur : beIN Sports 1 Arbitrage : Antonio Mateu Lahoz |
| Jeudi 8 mars 2018 19:00 (UTC+1) | Nababkine 29e · Natkho 59e |         | Tousart 89e · Cornet 90e | Diffuseur : beIN Sports 1 Arbitrage : Antonio Mateu Lahoz | Diffuseur : beIN Sports 1 Arbitrage : Antonio Mateu Lahoz |

| 8e finale retour                 | Olympique lyonnais       | 2 - 3   | CSKA Moscou                            | Groupama Stadium, Décines-Charpieu                                          |                                                                             |
| Jeudi 15 mars 2018 21:05 (UTC+1) | Cornet 58e · Mariano 71e | (0 - 1) | Golovin 39e · Musa 60e · Wernbloom 65e | Spectateurs : 38 600 Diffuseur : beIN Sports 1, W9 Arbitrage : Bobby Madden | Spectateurs : 38 600 Diffuseur : beIN Sports 1, W9 Arbitrage : Bobby Madden |
| Jeudi 15 mars 2018 21:05 (UTC+1) | Mariano 78e              |         | Nababkine 36e · Musa 36e               | Spectateurs : 38 600 Diffuseur : beIN Sports 1, W9 Arbitrage : Bobby Madden | Spectateurs : 38 600 Diffuseur : beIN Sports 1, W9 Arbitrage : Bobby Madden |

## Coupe de France
| 32e finale                    | AS Nancy-Lorraine             | 2 - 3   | Olympique lyonnais                     | Stade Marcel-Picot, Tomblaine                                           |                                                                         |
| Samedi 6 janvier 2018 21 h 00 | 70e (pen.) Robic · 75e Nordin | (0 - 1) | 25e Fekir · 87e Marcelo · 90+4e Cornet | Spectateurs : 14 201 Diffuseur : Eurosport 2 Arbitrage : Antony Gautier | Spectateurs : 14 201 Diffuseur : Eurosport 2 Arbitrage : Antony Gautier |

| 16e finale                       | AS Monaco               | 2 - 3   | Olympique lyonnais                     | Stade Louis-II, Monaco                                            |                                                                   |
| Mercredi 24 janvier 2018 21 h 05 | 13e Jovetic · 71e Lopes | (1 - 2) | 21e Traoré · 25e Mariano · 55e Mariano | Spectateurs : 7 000 Diffuseur : France 3 Arbitrage : Ruddy Buquet | Spectateurs : 7 000 Diffuseur : France 3 Arbitrage : Ruddy Buquet |

| 8e finale                       | Montpellier HSC | 1 - 2   | Olympique lyonnais     | Stade de la Mosson, Montpellier                                       |                                                                       |
| Mercredi 7 février 2018 21 h 00 | 22e Ikoné       | (1 - 2) | 13e Cornet · 27e Fekir | Spectateurs : 7 000 Diffuseur : Eurosport 2 Arbitrage : Mikael Lesage | Spectateurs : 7 000 Diffuseur : Eurosport 2 Arbitrage : Mikael Lesage |

| Quart de finale           | SM Caen      | 1 - 0   | Olympique lyonnais | Stade Michel d'Ornano, Caen                                             |                                                                         |
| Jeudi 1 mars 2018 21 h 00 | 77e Diomandé | (1 - 0) |                    | Spectateurs : 17 000 Diffuseur : Eurosport 2 Arbitrage : Antony Gautier | Spectateurs : 17 000 Diffuseur : Eurosport 2 Arbitrage : Antony Gautier |

## Statistiques

### Collectives
| Compétition       | Matches joués | Matchs gagnés | Matchs nuls | Matchs perdus | Buts marqués | Buts encaissés | Différence de buts |
| ----------------- | ------------- | ------------- | ----------- | ------------- | ------------ | -------------- | ------------------ |
| Ligue 1           | 38            | 23            | 9           | 6             | 87           | 43             | +44                |
| Ligue Europa      | 10            | 6             | 2           | 2             | 18           | 8              | +10                |
| Coupe de France   | 4             | 3             | 0           | 1             | 8            | 6              | +2                 |
| Coupe de la Ligue | 1             | 0             | 0           | 1             | 1            | 4              | -3                 |
| Matchs amicaux    | 6             | 4             | 1           | 1             | 12           | 4              | +8                 |
| Total             | 59            | 36            | 12          | 11            | 126          | 65             | +60                |

### Individuelles

#### Statistiques buteurs
Mise à jour effectuée le 20 mai 2018 à l'issue de la 38e journée de Ligue 1. 
| Place | Nom              | Ligue 1 | Coupe de France | Coupe de la Ligue | Ligue Europa | TOTAL des BUTS |
| 1     | Nabil Fekir      | 18      | 2               |                   | 3            | 23 buts        |
| 3     | Memphis Depay    | 19      |                 |                   | 3            | 22 buts        |
| 2     | Mariano Díaz     | 18      | 1               |                   | 2            | 21 buts        |
| 4     | Bertrand Traoré  | 13      | 1               |                   | 4            | 18 buts        |
| 5     | Houssem Aouar    | 6       |                 |                   | 1            | 7 buts         |
| 5     | Maxwell Cornet   | 4       | 2               |                   | 1            | 7 buts         |
| 7     | Marcelo          | 3       | 1               |                   | 1            | 5 buts         |
| 8     | Myziane Maolida  | 1       |                 | 1                 | 1            | 3 buts         |
| 9     | Mouctar Diakhaby | 1       |                 |                   | 1            | 2 buts         |
| 10    | Kenny Tete       | 1       |                 |                   |              | 1 but          |
| 10    | Rafael           | 1       |                 |                   |              | 1 but          |
| 10    | Tanguy Ndombele  |         |                 |                   | 1            | 1 but          |
|       | Contre son camp  | 2       | 1               |                   |              | 3 buts         |
| Total | 12 buteurs       | 87 buts | 8 buts          | 1 but             | 18 buts      | 114 buts       |

#### Statistiques passeurs
Mise à jour effectuée le 23 avril 2018 à l'issue de la 34e journée de Ligue 1. 
| Place | Nom             | Ligue 1   | Coupe de France | Coupe de la Ligue | Ligue Europa | TOTAL des passes |
| 1     | Memphis Depay   | 8         | 1               | -                 | 3            | 12 passes        |
| 2     | Maxwell Cornet  | 5         | 1               | -                 | 1            | 7 passes         |
| 2     | Tanguy Ndombele | 6         | -               | -                 | 1            | 7 passes         |
| 4     | Nabil Fekir     | 5         | -               | -                 | 1            | 6 passes         |
| 6     | Houssem Aouar   | 4         | -               | -                 | 1            | 5 passes         |
| 6     | Kenny Tete      | 4         | 1               | -                 | -            | 5 passes         |
| 6     | Mariano Díaz    | 4         | -               | -                 | 1            | 5 passes         |
| 6     | Bertrand Traoré | 2         | 2               | -                 | 1            | 5 passes         |
| 9     | Jordan Ferri    | 1         | -               | 1                 | 2            | 4 passes         |
| 10    | Ferland Mendy   | 3         | -               | -                 | -            | 3 passes         |
| 10    | Fernando Marçal | 3         | -               | -                 | -            | 3 passes         |
| 12    | Rafael          | 1         | -               | -                 | -            | 2 passes         |
| 13    | Marcelo         | 1         | -               | -                 | -            | 1 passe          |
| Total | 13 passeurs     | 48 passes | 5 passes        | 1 passe           | 11 passes    | 65 passes        |

#### Statistiques détaillées
Mise à jour effectuée le 7 février 2018 à l'issue de la 24e journée de Ligue 1.
| Num | Nat. | Nom             | Championnat | Championnat | Championnat | Championnat  | Coupes nationales | Coupes nationales | Coupes nationales | Coupes nationales | Ligue Europa | Ligue Europa | Ligue Europa | Ligue Europa | Total | Total       | Total  | Total        |
| Num | Nat. | Nom             | M.j.        | But inscrit | Averti      | Carton rouge | M.j.              | But inscrit       | Averti            | Carton rouge      | M.j.         | But inscrit  | Averti       | Carton rouge | M.j.  | But inscrit | Averti | Carton rouge |
| --- | ---- | --------------- | ----------- | ----------- | ----------- | ------------ | ----------------- | ----------------- | ----------------- | ----------------- | ------------ | ------------ | ------------ | ------------ | ----- | ----------- | ------ | ------------ |
| 1   |      | Lopes           | 26          | 0           | 1           | 0            | 3                 | 0                 | 0                 | 0                 | 8            | 0            | 0            | 0            | 37    | 0           | 1      | 0            |
| 2   |      | Yanga-Mbiwa     | 2           | 0           | 1           | 0            | 1                 | 0                 | 0                 | 0                 | -            | -            | -            | -            | 3     | 0           | 1      | 0            |
| 4   |      | Rafael          | 13          | 1           | 6           | 0            | 1                 | 0                 | 0                 | 0                 | 6            | 0            | 1            | 0            | 20    | 1           | 7      | 0            |
| 5   |      | Diakhaby        | 10          | 1           | 2           | 0            | 3                 | 0                 | 1                 | 0                 | 4            | 1            | 0            | 0            | 17    | 2           | 3      | 0            |
| 6   |      | Marcelo         | 24          | 1           | 4           | 1            | 3                 | 1                 | 1                 | 0                 | 8            | 0            | 2            | 0            | 35    | 2           | 7      | 1            |
| 7   |      | Grenier         | 1           | 0           | 0           | 0            | 1                 | 0                 | 0                 | 0                 | -            | -            | -            | -            | 2     | 0           | 0      | 0            |
| 8   |      | Aouar           | 21          | 4           | 1           | 0            | 3                 | 0                 | 0                 | 0                 | 7            | 1            | 1            | 0            | 31    | 5           | 2      | 0            |
| 9   |      | Mariano         | 25          | 14          | 3           | 0            | 2                 | 1                 | 0                 | 0                 | 7            | 1            | 0            | 0            | 34    | 16          | 3      | 0            |
| 10  |      | Traoré          | 19          | 6           | 3           | 0            | 2                 | 1                 | 1                 | 0                 | 7            | 4            | 1            | 0            | 28    | 11          | 5      | 0            |
| 11  |      | Memphis         | 24          | 9           | 1           | 0            | 4                 | 0                 | 0                 | 0                 | 8            | 3            | 1            | 0            | 36    | 12          | 2      | 0            |
| 12  |      | Ferri           | 13          | 0           | 3           | 0            | 3                 | 0                 | 2                 | 0                 | 5            | 0            | 0            | 0            | 21    | 0           | 5      | 0            |
| 13  |      | Geubbels        | 2           | 0           | 0           | 0            | 1                 | 0                 | 0                 | 0                 | 1            | 0            | 0            | 0            | 4     | 0           | 0      | 0            |
| 14  |      | Darder          | 3           | 0           | 2           | 1            | -                 | -                 | -                 | -                 | -            | -            | -            | -            | 3     | 0           | 2      | 1            |
| 15  |      | Morel           | 21          | 0           | 2           | 0            | 1                 | 0                 | 0                 | 0                 | 5            | 0            | 1            | 0            | 27    | 0           | 3      | 0            |
| 16  |      | Mocio           | -           | -           | -           | -            | -                 | -                 | -                 | -                 | -            | -            | -            | -            | 0     | 0           | 0      | 0            |
| 17  |      | Maolida         | 10          | 1           | 0           | 0            | 2                 | 1                 | 0                 | 0                 | 4            | 1            | 0            | 0            | 16    | 3           | 0      | 0            |
| 18  |      | Fékir           | 23          | 16          | 8           | 0            | 2                 | 2                 | 0                 | 0                 | 8            | 3            | 2            | 0            | 33    | 21          | 10     | 0            |
| 19  |      | Gouiri          | 5           | 0           | 0           | 0            | 2                 | 0                 | 0                 | 0                 | 1            | 0            | 0            | 0            | 8     | 0           | 0      | 0            |
| 20  |      | Marçal          | 17          | 0           | 1           | 0            | 3                 | 0                 | 1                 | 0                 | 4            | 0            | 3            | 0            | 24    | 0           | 5      | 0            |
| 22  |      | Mendy           | 15          | 0           | 3           | 0            | 1                 | 0                 | 0                 | 0                 | 5            | 0            | 0            | 0            | 21    | 0           | 3      | 0            |
| 23  |      | Tete            | 18          | 1           | 3           | 0            | 4                 | 0                 | 2                 | 0                 | 2            | 0            | 1            | 0            | 24    | 1           | 6      | 0            |
| 24  |      | Cheikh          | -           | -           | -           | -            | 1                 | 0                 | 1                 | 0                 | -            | -            | -            | -            | 1     | 0           | 1      | 0            |
| 25  |      | Martins Pereira | 2           | 0           | 1           | 0            | -                 | -                 | -                 | -                 | -            | -            | -            | -            | 2     | 0           | 1      | 0            |
| 26  |      | Solet           | 0           | 0           | 0           | 0            | -                 | -                 | -                 | -                 | -            | -            | -            | -            | 0     | 0           | 0      | 0            |
| 27  |      | Cornet          | 21          | 2           | 1           | 0            | 4                 | 2                 | 0                 | 0                 | 6            | 0            | 1            | 0            | 31    | 4           | 2      | 0            |
| 28  |      | NDombele        | 20          | 0           | 3           | 0            | 4                 | 0                 | 0                 | 0                 | 8            | 1            | 0            | 0            | 32    | 1           | 3      | 0            |
| 29  |      | Tousart         | 25          | 0           | 6           | 0            | 3                 | 0                 | 0                 | 0                 | 7            | 0            | 0            | 0            | 35    | 0           | 6      | 0            |
| 30  |      | Gorgelin        | -           | -           | -           | -            | 1                 | 0                 | 0                 | 0                 | -            | -            | -            | -            | 1     | 0           | 0      | 0            |
| 33  |      | Owusu           | -           | -           | -           | -            | -                 | -                 | -                 | -                 | -            | -            | -            | -            | 0     | 0           | 0      | 0            |

| Num | Nat. | Nom                  | Club en prêt | Division | Championnat | Championnat | Championnat | Championnat  | Coupes nationales | Coupes nationales | Coupes nationales | Coupes nationales | Total | Total       | Total  | Total        |
| Num | Nat. | Nom                  | Club en prêt | Division | M.j.        | But inscrit | Averti      | Carton rouge | M.j.              | But inscrit       | Averti            | Carton rouge      | M.j.  | But inscrit | Averti | Carton rouge |
| --- | ---- | -------------------- | ------------ | -------- | ----------- | ----------- | ----------- | ------------ | ----------------- | ----------------- | ----------------- | ----------------- | ----- | ----------- | ------ | ------------ |
| 33  |      | Nicolas Nkoulou      | Torino FC    | Série A  | 15          | 1           | 0           | 0            | 1                 | 0                 | 0                 | 0                 | 16    | 1           | 0      | 0            |
| 6   |      | Maxime D'Arpino      | US Orléans   | Ligue 2  | 8           | 0           | 2           | 0            | 2                 | 0                 | 0                 | 0                 | 10    | 0           | 2      | 0            |
| 20  |      | Olivier Kemen        | GFC Ajaccio  | Ligue 2  | 16          | 2           | 2           | 0            | 2                 | 0                 | 0                 | 0                 | 18    | 2           | 2      | 0            |
| 15  |      | Aldo Kalulu          | FC Sochaux   | Ligue 2  | 16          | 4           | 2           | 0            | 1                 | 0                 | 0                 | 0                 | 17    | 2           | 2      | 0            |
| 7   |      | Gaëtan Perrin        | US Orléans   | Ligue 2  | 11          | 1           | 1           | 0            | 2                 | 1                 | 0                 | 0                 | 13    | 2           | 1      | 0            |
| 11  |      | Jean-Philippe Mateta | Le Havre AC  | Ligue 2  | 15          | 6           | 1           | 0            | 0                 | 0                 | 0                 | 0                 | 15    | 6           | 1      | 0            |